# Annaphila lithosina
Annaphila lithosina är en fjärilsart som beskrevs av H. Edwards. Annaphila lithosina ingår i släktet Annaphila och familjen nattflyn. Inga underarter finns listade i Catalogue of Life.